# Las Garrigas
Las Garrigas (oficialmente en catalán, Les Garrigues) es una comarca española, situada en la provincia de Lérida, Cataluña.

## Geografía

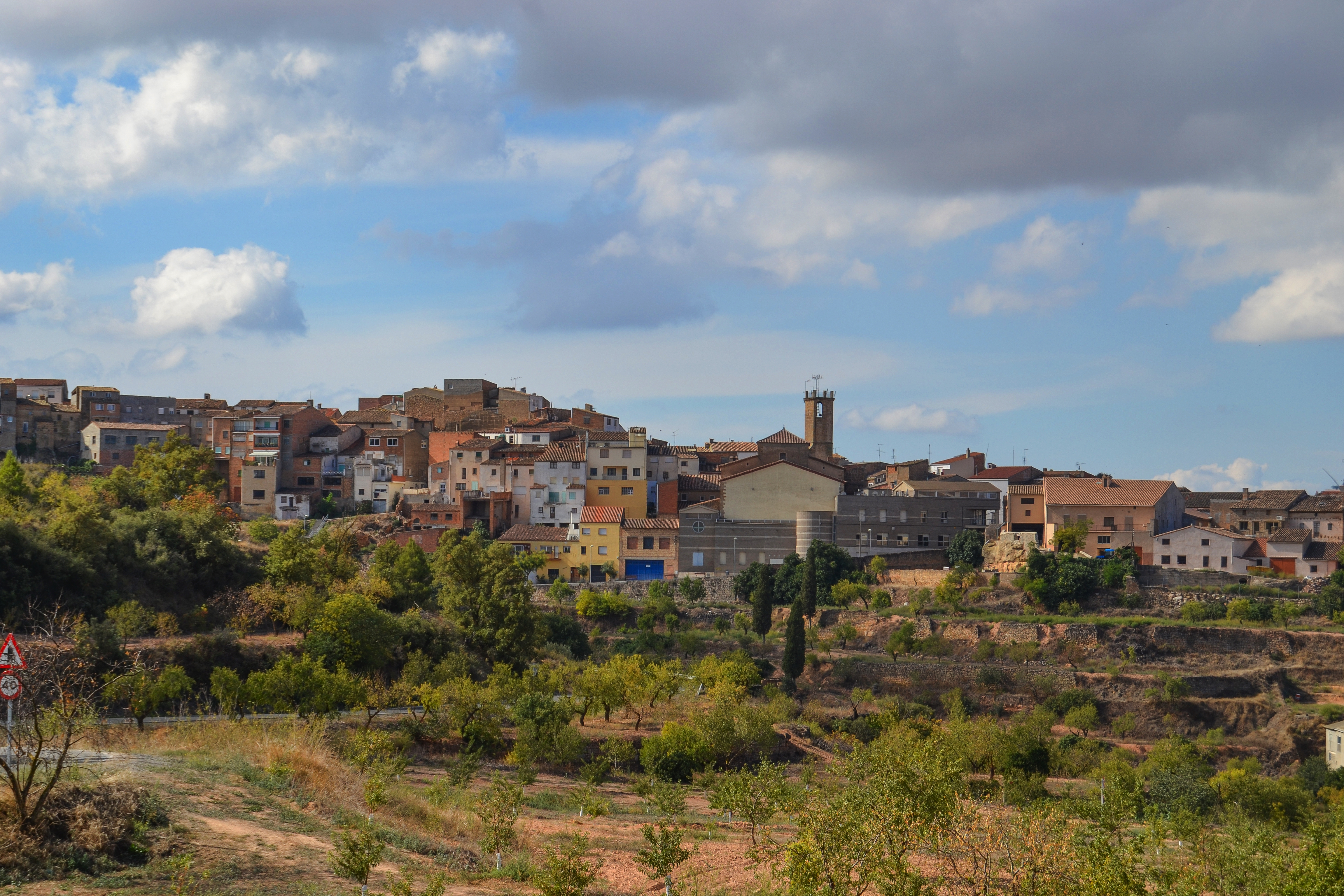
Juncosa.

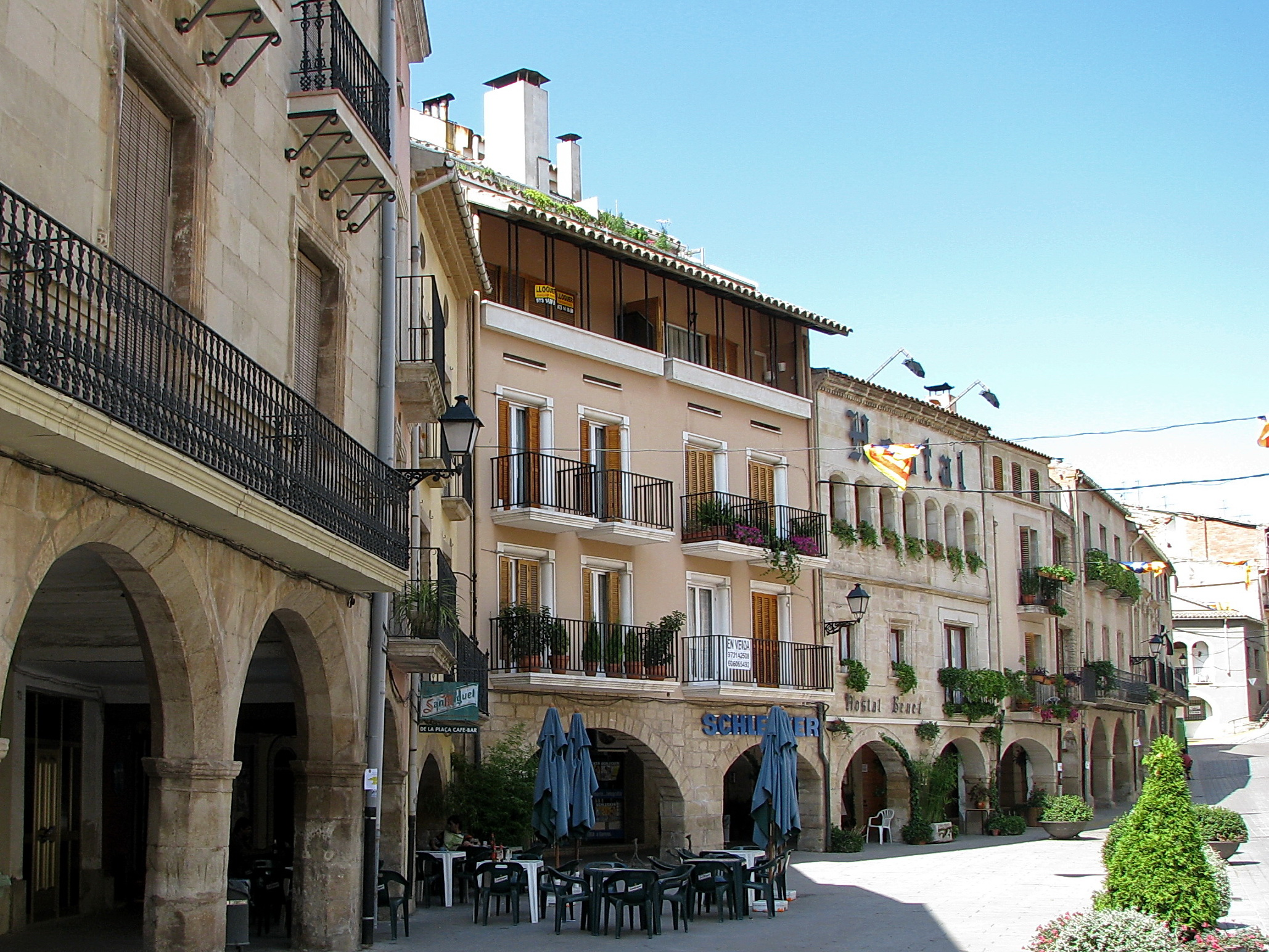
Plaza Mayor de Borjas Blancas, la capital comarcal.

Las Garrigas forman parte de las comarcas del llano meridional de Lérida, hallándose próximas, y en algunas zonas incluso dentro de la ribera del Ebro, hecho que conforma fuertemente la comarca. Las Garrigas constituyen un territorio elevado donde la mayoría de los ríos nacidos en la Sierra de la Llena han erosionado el terreno, formando valles y barrancos estrechos y dejando pequeños planos quebrados en su camino hacia la desembocadura en el Segre. El extremo norte de la comarca presenta un relieve más llano y menos accidentado, semejante al de las vecinas comarcas de Urgel y Segriá.
El topónimo de Las Garrigas hace referencia a un tipo de encina muy característico del clima mediterráneo semiárido. La vegetación natural está constituida por encinas, pinos y ocasionales robles en las umbrías. Abundan los cultivos de olivos de variedad arbequina, así como los de almendros. El topónimo aparece en la literatura y la cartografía durante el siglo XVIII refiriéndose a una comarca natural situada al sudeste de la cuenca del Segre, que ha variado sus límites y ha creado una consciencia de comarca debido a diversos factores socioeconómicos. 
La comarca administrativa toma el topónimo de la comarca natural pero ambas no coinciden exactamente. A la comarca natural le faltarían los pueblos de Almatret, Mayals, Llardecans, Torrebeses, Sarroca, Alcanó, Suñer, Alfés y Aspa, todos adscritos a la comarca administrativa del Segriá. Por otro lado, en los municipios nororientales el sentimiento de identificación comarcal es mucho más reciente y débil: Juneda, Arbeca, Puig Gros y las Borjas Blancas frecuentemente se han considerado como Urgel; Espluga Calva, Els Omellons, Fulleda, Tarrés, Vinaixa y El Vilosell de la Segarra; y Bovera de la Ribera de Ebro.

### Clima
El clima de Las Garrigas es mediterráneo continental seco, con una precipitación media anual escasa, entre 400 mm y 450 mm, dándose los máximos en primavera y otoño, y los mínimos en invierno y en verano. En cuanto a la temperatura, los inviernos son fríos, con medias de 4 °C a 5 °C, sobre todo debido a la inversión térmica y las nieblas persistentes, y los veranos muy calurosos, con medias de 24 °C a 25 °C, siendo la amplitud térmica anual alta o muy alta. El período libre de heladas va de junio a septiembre.

## Economía
La actividad económica de la comarca de Las Garrigas se basa en el cultivo del almendro, pero sobre todo en la producción y comercialización de aceite de oliva virgen con Denominación de Origen Protegida Les Garrigues. El dominio territorial de dicha Denominación de Origen Protegida se extiende hacia la zona sur de las comarcas del Segriá y Urgel, situadas al sur de la provincia de Lérida.
En toda la comarca operan numerosas cooperativas inscritas en la DOP Las Garrigas, entre las que destaca la Cooperativa Agrícola Sant Isidre de Juncosa, que comercializa bajo la marca "Oli Les Cabanes" un AOVE premiado internacionalmente.
El aceite protegido es virgen y de calidad extra, mundialmente muy apreciado, procedente de árboles de la variedad Arbequina (variedad principal) y Verdiell. Son aceites que proceden de un fruto fresco, recogido mediante el método de “peinado” de las ramas y que se moltura en frío. Su acidez no supera las 5 décimas (0,5º), y la media de acidez del aceite producido es de 2 décimas (0,2º). El aceite producido en Las Garrigas es de color verde, con sabor almendrado-amargo ligeramente picante, connotaciones de otros frutos verdes y dulce al final con ligeros toques de manzana.

## Patrimonio mundial

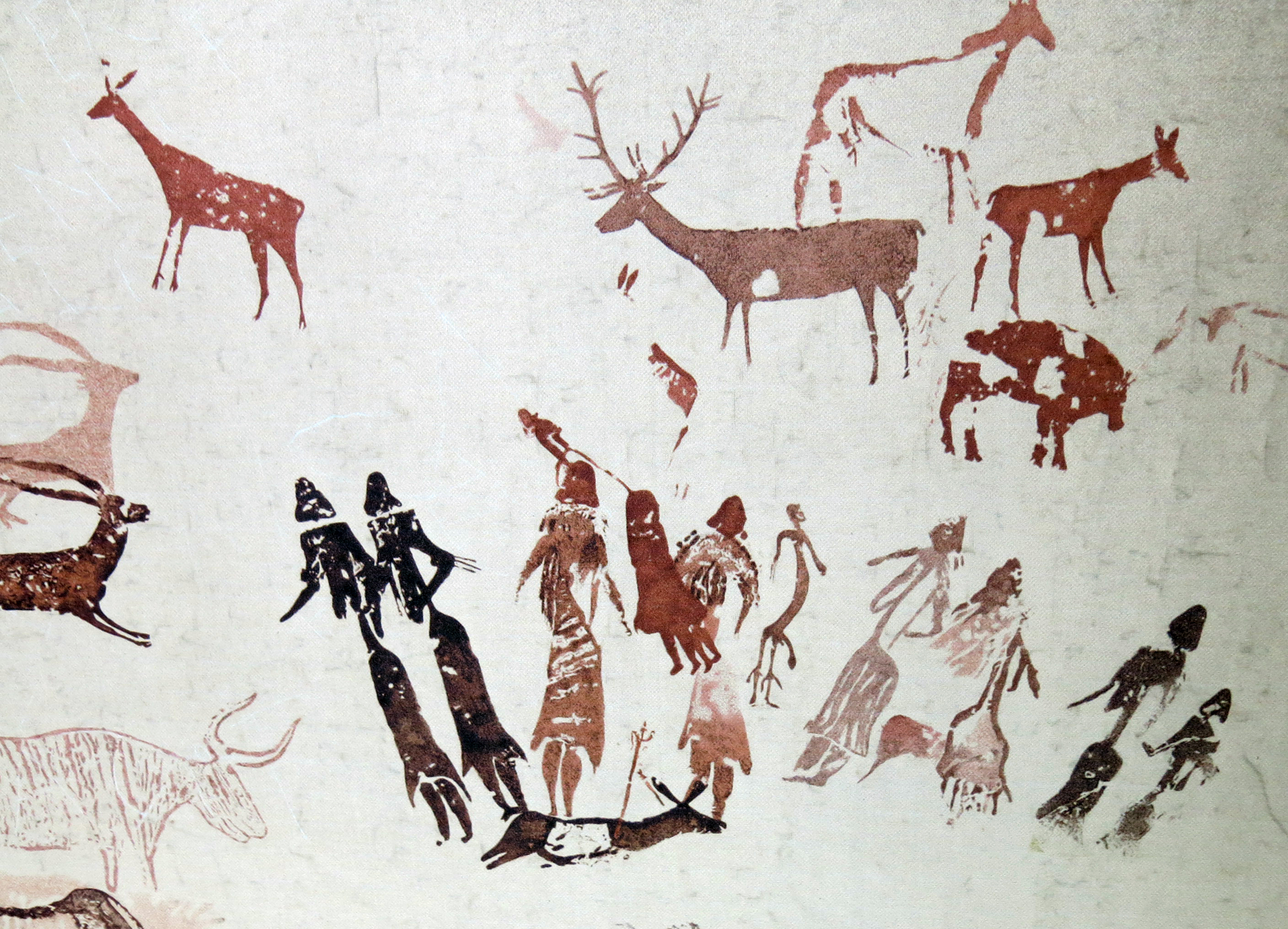
Pinturas de la Roca de los Moros.

Esta comarca posee varios lugares que forman parte del listado de Patrimonio Mundial desde el año 1998. Se trata de los yacimientos con arte rupestre prehistórico -Levantino y Esquemático- que se localizan en los términos de El Cogul, Albi y Borjas Blancas y que constituyen un espacio de las creencias de los grupos humanos prehistóricos que poblaron este territorio. 
En El Cogul se encuentra la Roca de los Moros, lugar donde se conservan las famosas pinturas prehistóricas: por una parte, las muestras figurativas (hombres, mujeres y animales), de los grupos cazadores epipaleolíticos: el arte levantino (10 000-6500 años antes del presente) y, por otra, las manifestaciones abstractas (puntos, trazos, máculas..) de los grupos productores neolíticos (6500-3500 años antes del presente), llamado arte esquemático, además de textos ibéricos y latinos. Es el primer friso con arte prehistórico descubierto en Cataluña (1908). Puede ser visitada pues posee un guía.
En Albi, el friso pintado de la Vall de la Coma fue descubierto por el arqueólogo borjano Alex Mir en la década de los ochenta, y se puede visitar en horas convenidas. Están a 5 km de la población y corresponde al llamado convencionalmente Arte esquemático, un arte de esencia netamente abstracta. No es el único conjunto con arte prehistórico del término municipal, pues también hay que mencionar la Balma dels Punts, que además de arte abstracto presenta muestras de arte levantino.
En Borjas Blancas se conserva la estación de las Roques Guardias II, descubierta por la arqueóloga Anna Alonso en 1985. En este espacio sacro -un pequeño abrigo al aire libre- se observan pinturas rupestres de los grupos humanos neolíticos, de una modernidad extraordinaria pues están próximas a lo que en arte contemporáneo se conoce como gestualismo. Para más información ver términos municipales correspondientes. (Fuentes: Associació Catalana d´Art Prehistòric).

## Municipios
| Municipio                            | Habitantes | Municipio                                           | Habitantes |
| ------------------------------------ | ---------- | --------------------------------------------------- | ---------- |
| Albagés (L'Albagés)                  | 356        | Albí (L'Albi)                                       | 764        |
| Arbeca                               | 2109       | Bellaguarda                                         | 289        |
| Borjas Blancas (Les Borges Blanques) | 6215       | Bovera                                              | 258        |
| Castelldans                          | 893        | Cerviá (Cervià de les Garrigues)                    | 645        |
| El Cogul                             | 155        | Espluga Calva (L'Espluga Calba)                     | 324        |
| La Floresta                          | 155        | Fulleda                                             | 87         |
| La Granadella                        | 750        | Grañena de las Garrigas (Granyena de les Garrigues) | 157        |
| Juncosa                              | 382        | Juneda                                              | 3478       |
| Els Omellons                         | 197        | Pobla de Ciérvoles (La Pobla de Cérvoles)           | 201        |
| Puig-Gros (Puiggròs)                 | 257        | Solerás (El Soleràs)                                | 321        |
| Tarrés                               | 117        | Torms (Els Torms)                                   | 142        |
| El Vilosell                          | 190        | Vinaixa                                             | 446        |